# Chersotis deplanata
Chersotis deplanata là một loài bướm đêm trong họ Noctuidae.